# Кизякова, Елена Владимировна
Елена Владимировна Кизякова (дев. Ляпунова) — телеведущая, журналистка.

## Биография
Родилась 18 декабря 1972 года в городе Волгограде.
Мать, Ляпунова Инна Моисеевна — инженер; отец, Ляпунов Владимир Николаевич — инженер.

### Образование
1. Российский Университет Дружбы народов, историко-филологический факультет, специальность «Журналистика» 1990—1997
2. Институт повышения квалификации работников радио и телевидения, группа ведущих телерадиоэфира 1993—1994

## Профессиональный опыт
С 2006 по настоящее время — автор и ведущая рубрики « У Вас будет ребёнок» программы «Когда все дома» на телеканале «Россия-1» (прежде выходила на Первом канале под названием «Пока все дома»). С сентября 2017 года программа «Когда все дома» выходит на телеканале «Россия-1». Рубрика «У вас будет ребёнок» содействует устройству в семьи детей-сирот и детей, оставшихся без попечения родителей
1999—2006 ОРТ, Дирекция информационных программ, «Новости», шеф-редактор, ведущая, корреспондент
1997—1999 Всемирное русское телевидение, ведущая и корреспондент информационно-аналитической программы «Седмица»
1995—1997 Межгосударственная телерадиокомпания «Мир», автор и ведущая социально-экономической программы «Мы и рынок»
1994—1995 ВГТРК, Дирекция информационных программ, утренние новости, ведущая, корреспондент

## Общественная деятельность
В 2006 году стала одним из основателей Общероссийской информационно-поисковой системы для усыновителей «Видеопаспорт», созданной для максимально эффективного устройства в семьи детей-сирот и детей, оставшихся без попечения родителей
По данным на начало 2019 года, создано более 4700 видепаспортов, в семьи устроено и находятся на стадии передачи в семью более 3650 детей (средняя эффективность устройства 77 %). Интернет-версия видеопаспортов размещается на сайте www.videopasport.ru Архивная копия от 2 апреля 2022 на Wayback Machine. Телевизионная версия — рубрика «У вас будет ребёнок» — выходит в программе «Когда все дома». С 2006 года рубрикой «У вас будет ребёнок» в детские дома и дома ребёнка было привлечено и перечислено более 40 000 000 руб.
За создание системы «Видеопаспорт» в 2015 году Елена Кизякова была удостоена премии Правительства РФ в области средств массовой информации (все полученные средства перечислены на помощь детям).
В 2017 года началась кампания по дискредитации деятельности информационно-поисковой системы для усыновителей «Видеопаспорт» и рубрики «У Вас будет ребёнок».
30 августа того же года Генеральная прокуратура Российской Федерации объявила о начале проверки по информации о нарушениях, допущенных при съёмках детей-сирот телепрограммы «Пока все дома». Особое внимание было уделено целевому использованию выделенных денежных средств.
6 апреля 2018 года официальный представитель Генпрокуратуры России Александр Куренной сообщил, что Генеральная прокуратура России не выявила нарушений в расходовании бюджетных средств на создание видеопаспортов детей-сирот в телепрограмме «Пока все дома» в рубрике «У вас будет ребёнок».

## Личная жизнь
Муж — Тимур Борисович Кизяков, родился 30 августа 1967 Замужем с 1997 года. У Кизяковых две дочери— Елена (1998 г. р.), Валентина (2003 г. р.) и сын Тимур (2012 г. р)

## Награды и премии
- 2007 — награждена почётным знаком «Благодарю» Губернатора Московской области
- 2008 — награждена диплом правительства Москвы совместно с союзом журналистов Москвы «за большой личный вклад в решение проблемы усыновления детей»
- 2012 — награждена почетной грамотой Уполномоченного по правам человека в РФ.
- 2015 — премия Правительства РФ в области средств массовой информации
- 2016 — награждена медалью Уполномоченного по правам ребёнка в РФ, «За заслуги деле защиты детей России».
- 2016 — награждена медалью Уполномоченного по правам ребёнка в РФ, «Материнская защита».
- 2016 — награждена медалью Уполномоченного по правам ребёнка в РФ, «За защиту детства».
- 2018—награждена медалью губернатора Кемеровской области «За веру и добро»